# Совинье-ле-Пем
Совинье́-ле-Пем (фр. Sauvigney-lès-Pesmes) — коммуна во Франции, находится в регионе Франш-Конте. Департамент — Верхняя Сона. Входит в состав кантона Пем. Округ коммуны — Везуль.
Код INSEE коммуны — 70480.

## География
Коммуна расположена приблизительно в 300 км к юго-востоку от Парижа, в 35 км западнее Безансона, в 60 км к юго-западу от Везуля.

## Население
Население коммуны на 2010 год составляло 172 человека.
| 1962 | 1968 | 1975 | 1982 | 1990 | 1999 | 2010 |
| ---- | ---- | ---- | ---- | ---- | ---- | ---- |
| 171  | 202  | 169  | 139  | 134  | 153  | 172  |

## Администрация
| Период | Период | Фамилия        | Партия | Примечания |
| ------ | ------ | -------------- | ------ | ---------- |
| 2001   | 2008   | Дидье Дювернуа |        |            |
| 2008   | 2014   | Ролан Сефриц   |        |            |

## Экономика
В 2010 году среди 118 человек трудоспособного возраста (15—64 лет) 80 были экономически активными, 38 — неактивными (показатель активности — 67,8 %, в 1999 году было 71,3 %). Из 80 активных жителей работали 73 человека (39 мужчин и 34 женщины), безработными было 7 (4 мужчины и 3 женщины). Среди 38 неактивных 11 человек были учениками или студентами, 13 — пенсионерами, 14 были неактивными по другим причинам.

## Фотогалерея

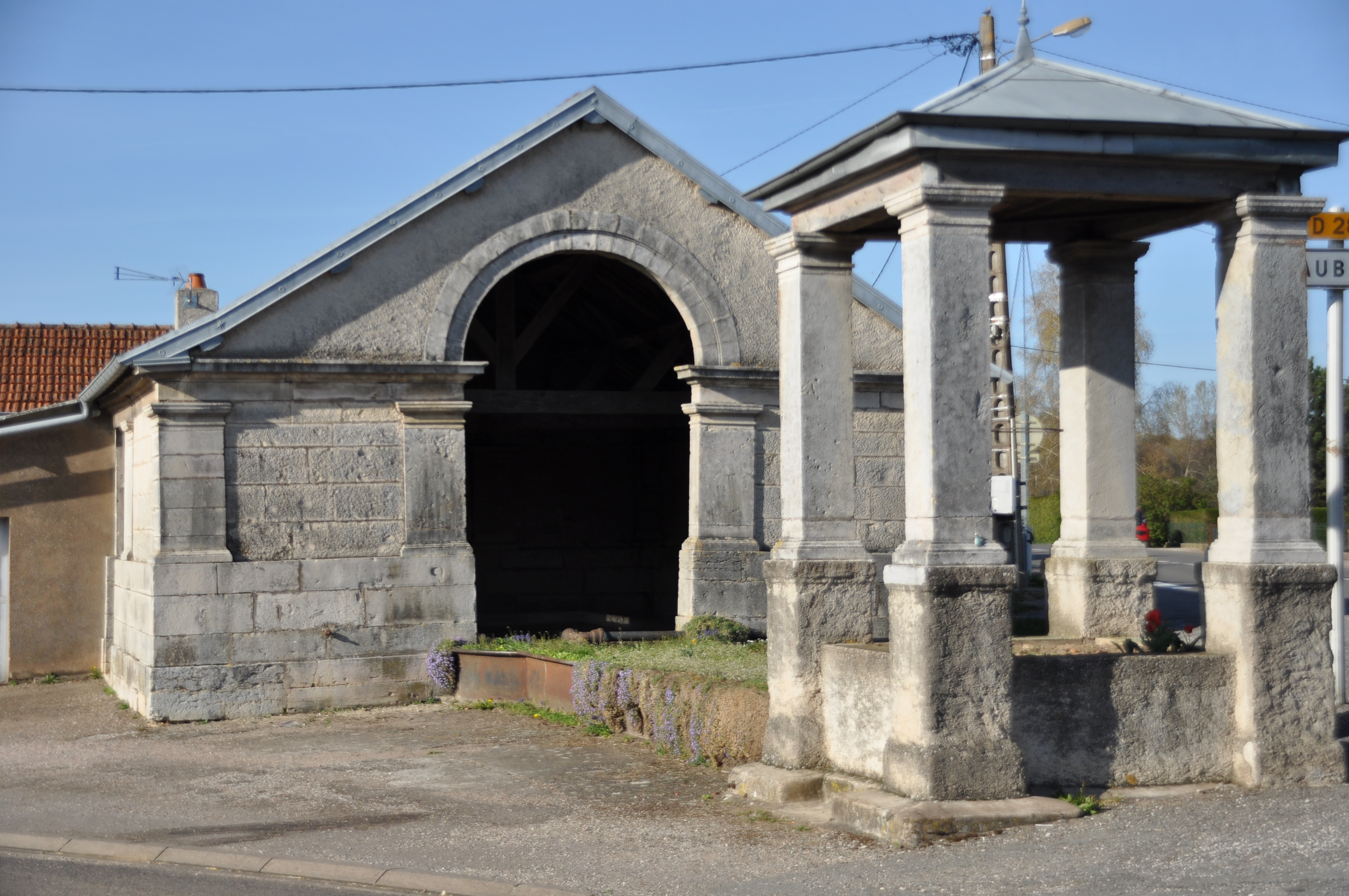
Фонтан и общественная прачечная
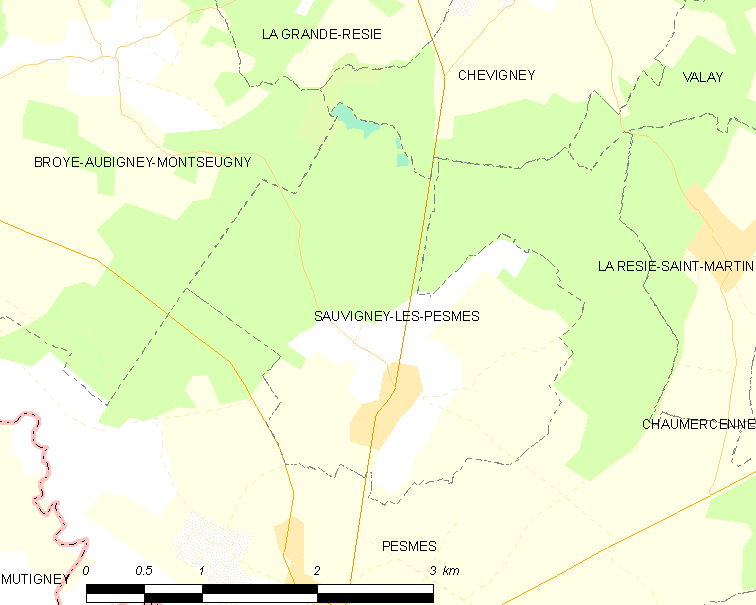
Карта коммуны